# オーケストラがやって来た
『オーケストラがやって来た』（オーケストラがやってきた）は、1972年10月1日から1983年3月27日までTBS系列局で、10年半に渡り放送されていた音楽番組である。テレビマンユニオンとTBSの共同製作。全544回。1980年5月4日放送回からステレオ放送。

## 概要
クラシック音楽を専門に取り扱っていた番組。日本各地で番組の中継録画を行ったり、会場に来ている観客を1分間指揮者コーナーなどに参加させたりと、さまざまな形でクラシックの普及に努めていた。
司会は、殆どの時期において企画原案・音楽監督担当者である山本直純が務めていた。1978年8月に山本が無免許運転騒動を起こし、TBSから番組降板を宣告されて一時番組を離れていた時期があったが（その間は主に石井眞木が代行）、1年後の1979年秋に復帰した。ただし復帰からの半年間は、石井と週交替で司会を務めていた。その後は、映画『大日本帝国』などの劇中音楽制作のために1982年4月から不定期出演となっていた時期を除き（その間は高島忠夫と交替で担当）、最終回までアグネス・チャンや大場久美子とともに司会を務めていた。
番組には数多くの著名な音楽家たちが出演した。番組特別企画のオーディションでデリック・イノウエと金洪才、そして当時東京芸術大学の学生であった大野和士の3人が専属指揮者に選ばれ、1980年から2年間ほど交替で指揮台に上がっていた。演奏は、主に新日本フィルハーモニー交響楽団が行っていた。番組の演出は、TBS出身の映画監督でオペラ演出やクラシック音楽関連のエッセイも多い実相寺昭雄がしばしば担当していた。
オープニングで演奏されていたテーマ音楽の原曲は、ヨハン・シュトラウス2世の「常動曲」（無窮動）。曲終盤のホルンが吹かれる箇所に入ると指揮者が客席の方を向き、観客と一斉になって『オ〜ケスト〜ラがやって来た〜』と合唱し、最後はスポンサーとの関係から、ステージ中央に置かれてベルが鳴り出す電話機の受話器を女性司会者が取り上げ、耳に当てるという演出がとられた。
スポンサーは、主に電電公社が務めていた。当初は同公社の一社提供で放送されていたが、途中から最終回まで富士重工（後のSUBARU）との二社提供であった。電電公社は、後番組のアニメ『ミームいろいろ夢の旅』でも引き続きスポンサーを務めていた。
その後、1984年度に放送番組センターが番組の26本分を購入する。

## 放送時間
いずれも日本標準時。
- 日曜 14:30 - 15:00 （1972年10月1日 - 1978年3月26日）
- 日曜 11:00 - 11:30 （1978年4月2日 - 1983年3月27日） - それまでこの時間帯に放送されていた『家族対抗クイズ合戦』（『クイズ100人に聞きました』の前身番組）との枠交換によって移動。

## 出演者

### 男性司会
- 山本直純
- 石井眞木 - 山本の謹慎期間中に出演。その間は番組で、石井自身が作曲したテーマ曲が使われていた。
- 岩城宏之 - 同上。
- 大町陽一郎（指揮者） - 同上。
- 高島忠夫 - スケジュールの都合により、1982年春から夏まで不定期出演となっていた山本の代役を務めていた。

### 女性司会
- うつみ宮土理 - 初代アシスタント。
- 真理アンヌ
- 島田祐子
- アグネス・チャン
- マリ・クリスティーヌ
- 大場久美子

## 放送中止
1979年4月22日と29日の2回にわたって放送される予定だった小沢征爾とボストン交響楽団の中国訪問のドキュメンタリーの放送が中止された。中止の理由についてTBS側は「テレビマンユニオンからの申し入れ」と述べ、テレビマンユニオン側は「内容にスポンサーが難色を示し、話し合いがつかなかったため」としている。

## スタッフ
データは、テレビマンユニオンが公開している番組の動画「第92回 セイジ・スターンの『私は音楽家です』」（下記外部リンク節にリンクあり）からの参考。
- 中継技術：pavic
- タイトルイラストレーション：山藤章二
- 構成：榛谷泰明
- ディレクター：黒木隆
- プロデューサー：萩元晴彦、新村もとを
- 制作：テレビマンユニオン、TBS（地方での公開録画時は現地のネット局もクレジット）

## 放送局
特筆の無い場合は全て同時ネット。地方での収録時は、TBSと収録地のネット局（日本テレビ系列の山形放送・福井放送・四国放送・南海放送を含む）の共同制作となっていた。
- TBS（制作局）
- 北海道放送
- 青森テレビ
- 東北放送
- 山形放送
- 福島テレビ
- 新潟放送：当初は同時ネット[9]→金曜 17:00 - 17:30（1977年時点）[10]
- 信越放送
- テレビ山梨
- 静岡放送
- 北陸放送[9]
- 福井放送：金曜 17:00 - 17:30（1977年時点）[10]→日曜 10:30 - 11:00（1983年4月3日最終回時点）[11]
- 中部日本放送[9]
- 朝日放送（1975年3月30日まで） → 毎日放送（1975年4月6日から）[12]
- 山陽放送
- 中国放送
- 山陰放送
- 四国放送
- 南海放送
- RKB毎日放送
- 熊本放送
- 大分放送
- 南日本放送
- 琉球放送